# NGC 459
NGC 459 је спирална галаксија у сазвежђу Рибе која се налази на NGC листи објеката дубоког неба.
Деклинација објекта је + 17° 33' 45" а ректасцензија 1h 18m 8,2s. Привидна величина (магнитуда) објекта NGC 459 износи 14,7 а фотографска магнитуда 15,5. NGC 459 је још познат и под ознакама UGC 832, MCG 3-4-17, CGCG 459-24, PGC 4665.